# ایلی ماتی
ایلی ماتی (رومانیایی: Ilie Matei؛ زادهٔ ۱۱ ژوئیه ۱۹۶۰) کشتی‌گیر اهل رومانی بود.
وی در مسابقات کشوری و بین‌المللی در مجموع برندهٔ ۲ مدال نقره، ۲ مدال برنز شده‌است.